# Entente Sportive Football Club du Geer
Dernière mise à jour : 15 mai 2025.
L'Entente sportive Football Club du Geer (ESFC du Geer) est un club de football belge situé à Geer au nord de la province de Liège. Il porte le matricule 7495 et ses couleurs sont le bleu et le blanc.

## Histoire
Ce club est fondé en 1972 et a évolué en séries provinciales liégeoises pendant plus de cinquante ans.
En 2019, la commune de Geer a démoli l'ancien stade de football pour faire place à une infrastructure entièrement nouvelle.
Cette rénovation a duré trois saisons, durant lesquelles le club a déménagé temporairement sur le terrain de Longchamps à Waremme. Depuis 2022, le club évolue dans le nouveau complexe appelé le Complexe Sportif Freddy Dabompré, doté de trois terrains, d'une nouvelle buvette et de huit vestiaires modernes.
Le club a été sacré champion de la 1re provinciale de Liège lors de la saison 2023-2024 et a ainsi été directement promu en divisions nationales (division 3 ACFF) pour la saison suivante. Cette saison 2024-2025 se termine par une quatrième place et la participation au tour final pour l'accession à la division 2 ACFF où le club est éliminé aux tirs au but par le RFCB Sprimont.

## Résultats dans les divisions nationales
Statistiques mises à jour le 15 mai 2025 (terme de la saison 2024-2025)

### Bilan
| Niv | Divisions     | Jouées | Titres | TM Up | TM Down |
| --- | ------------- | ------ | ------ | ----- | ------- |
| I   | 1re nationale | 0      | 0      |       |         |
| II  | 2e nationale  | 0      | 0      |       |         |
| III | 3e nationale  | 0      | 0      |       |         |
| IV  | 4e nationale  | 0      | 0      |       |         |
| V   | 5e nationale  | 1      | 0      | 0     |         |
|     |               |        |        |       |         |
|     | TOTAUX        | 1      | 0      | 0     | 0       |

- TM Up : test-match pour départager des égalités, ou toutes formes de Barrages ou de Tour final pour une montée éventuelle.
- TM Down : test-match pour départager des égalités, ou toutes formes de Barrages ou de Tour final pour le maintien.

### Classements saison par saison
| Ordre | Saison  | Nom du club  | Niveau          | Classement final | Remarques |
| ----- | ------- | ------------ | --------------- | ---------------- | --------- |
| 1     | 2024-25 | ESFC du Geer | Division 3 ACFF | 4e/16            |           |

### Sources et liens externes
- (nl) « Fiche de l'équipe », sur Belgian Soccer Database
- Site officiel du club